# Beulle
 (mai 2023).
Si vous disposez d'ouvrages ou d'articles de référence ou si vous connaissez des sites web de qualité traitant du thème abordé ici, merci de compléter l'article en donnant les références utiles à sa vérifiabilité et en les liant à la section « Notes et références ».
Le hameau de Beulle (ou Beule, orthographe d'origine) est situé en partie sur les communes de Maule pour la partie Est et de Bazemont au Nord. Il se situe dans le département des Yvelines en France.
Il se trouve de fait dans le canton d'Aubergenville et l'arrondissement de Saint-Germain-en-Laye.

## Toponymie
Du germanique *buhila, « colline, bosse ». Le hameau est niché au cœur du bois des Mesnuls, sur le plateau de la commune des Alluets-le-Roi.

## Généralités
Le hameau de Beulle est divisé entre deux communes. Il est niché au cœur du bois des Mesnuls, sur le plateau de la commune des Alluets-le-Roi. Il possède une rue unique, la route départementale 45 qui est dénommée "côte de Beulle" pour la partie située sur la commune de Maule et "Route des Alluets" pour la partie située sur la commune de Bazemont. On peut y venir depuis Orgeval au sud-est, Maule à l'ouest, Bazemont au nord et Herbeville au sud.

## Culture et économie
- Le hameau ne possède pas de commerces, mais deux haras hippiques y sont installés qui reçoivent les enfants des alentours, passionnés de cheval.
- Le hameau de Beulle est assez ancien. On peut le voir apparaître sur le cadastre de Louis Bénigne François Berthier de Sauvigny. Il existait donc, au XVIIIe siècle.
- On peut noter, un manoir en pierre du début du XXe siècle, propriété privée.
- En bas de la côte de Beulle, un ancien lavoir restauré peut être vu. Il s'agit du Lavoir de Beulle. Il est du XIXe siècle, alimenté par le ruisseau de Beulle (affluent de la Mauldre). Le lavoir a été restauré au cours des années 1990, mais est à nouveau plus ou moins à l'abandon.